# Gerulfingen

Wapen Hollandse Huis

De Gerulfingen waren de familie van de eerste graven van West-Frisia en Holland en Zeeland. De naamgever was Gerulf. Er zijn hypotheses die veronderstellen dat hij afstamde van de Friese koning Radboud († 719). Deze dynastie staat ook bekend als het Hollandse Huis en eindigde met de dood van Jan I van Holland in 1299. 
De Gerulfingen hebben één Rooms-koning voortgebracht: Willem II. Volgens de overlevering zou er een aantal zijtakken zijn van deze dynastie van kinderen die niet geboren waren binnen het huwelijk. Zij behoorden daarom niet tot de hoofdtak van de familie. Enkele voorbeelden daarvan zijn de families Egmont, Wassenaer en Jellema. Genoemd worden als zijtak van de grafelijke familie kan ook een manier zijn om de eigen reputatie te vergroten. Hoewel buitenechtelijke kinderen niet rechtstreeks konden opvolgen, konden ze wel gebruikt worden om familiebelangen veilig te stellen.
De dynastie van de Gerulfingen werd opgevolgd door de Henegouwse heren van het huis Avesnes.

## Bentheim
Een zijtak van deze dynastie was eigenaar van het graafschap Bentheim. Het bezit kwam in de familie door het huwelijk van de erfdochter Sophia van Rheineck met graaf Dirk VI van Holland. Hun oudste zoon Floris III van Holland kreeg het graafschap Holland, de jongere zoon Otto het graafschap Bentheim. Deze tak stierf in 1421 uit, waarna Bentheim in vrouwelijke lijn vererfde.